# Ludo Van Der Linden
Ludo Van Der Linden (Herentals, 27 de gener de 1951 - Lier, 13 de desembre de 1983) va ser un ciclista belga que fou professional entre 1972 i 1978. Del seu palmarès destaca la medalla d'or al Campionat del Món en contrarellotge per equips de 1971, i una de plata al de ruta amateur de l'any anterior.
Va morir a conseqüència d'un atac de cor.

## Palmarès
- 1970
  - 1r a la Kattekoers
  - 1r a la Brussel·les-Opwijk
- 1971
  -  Campió del món en contrarellotge per equips (amb Gustaaf Van Cauter, Gustaaf Hermans i Louis Verreydt)
  - Vencedor d'una etapa a la Cursa de la Pau

### Resultats a la Volta a Espanya
- 1974. 50è de la classificació general